# 知恩寺
知恩寺（ちおんじ）是位在日本京都府京都市左京區的寺院，淨土宗七大本山之一。山號「長德山」（ちょうとくざん）。本尊阿彌陀如來、開基（創立者）為源智、開山為法然。通稱「百萬遍知恩寺」（ひゃくまんべんちおんじ）或「百萬遍」。元弘元年（1331年）瘟疫大流行，知恩寺的善阿空円发起“百萬遍念佛”。待疫情平息以后，後醍醐天皇就将百万遍的名号賜给该寺。「百萬遍」也成為付近的路口名(百萬遍交差點)及通稱地名。

## 關連項目
- 百萬遍念佛（wikidata）

## 外部連結
- 知恩寺